# The World of Columbus
The World of Columbus é um documentário de 1919, produzido pela Methodist Church. O filme foi dedicado à mãe do cineasta D. W. Griffith, que havia falecido em dezembro de 1915.